# Właz pojazdu pancernego
Właz pojazdu pancernego – otwór w wieży i kadłubie pojazdu pancernego zamykany pokrywą, przeznaczony do wsiadania i wysiadania. W wieżach pojazdów wykonuje się na ogół dwa włazy – jeden dla dowódcy, a drugi dla działonowego. W kadłubach zazwyczaj istnieje właz dla kierowcy-mechanika oraz właz ewakuacyjno-desantowy w dnie pojazdu (występują również włazy w tylnej i górnej części). Właz zamykany jest pokrywą, której wytrzymałość na przebicie nie powinna być mniejsza niż pozostałego pancerza. Mechanizmy zamykania pokryw włazów zapewniają szybkie i łatwe ich otwieranie i zamykanie w dowolnych warunkach ich eksploatacji. Obecnie pokrywy włazów są hermetyczne.

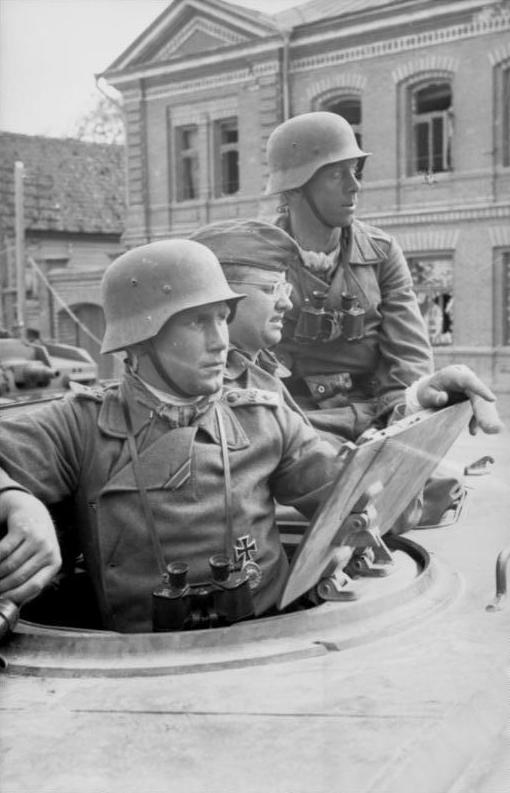
Niemieccy żołnierze przy włazie wieżowym (1941)
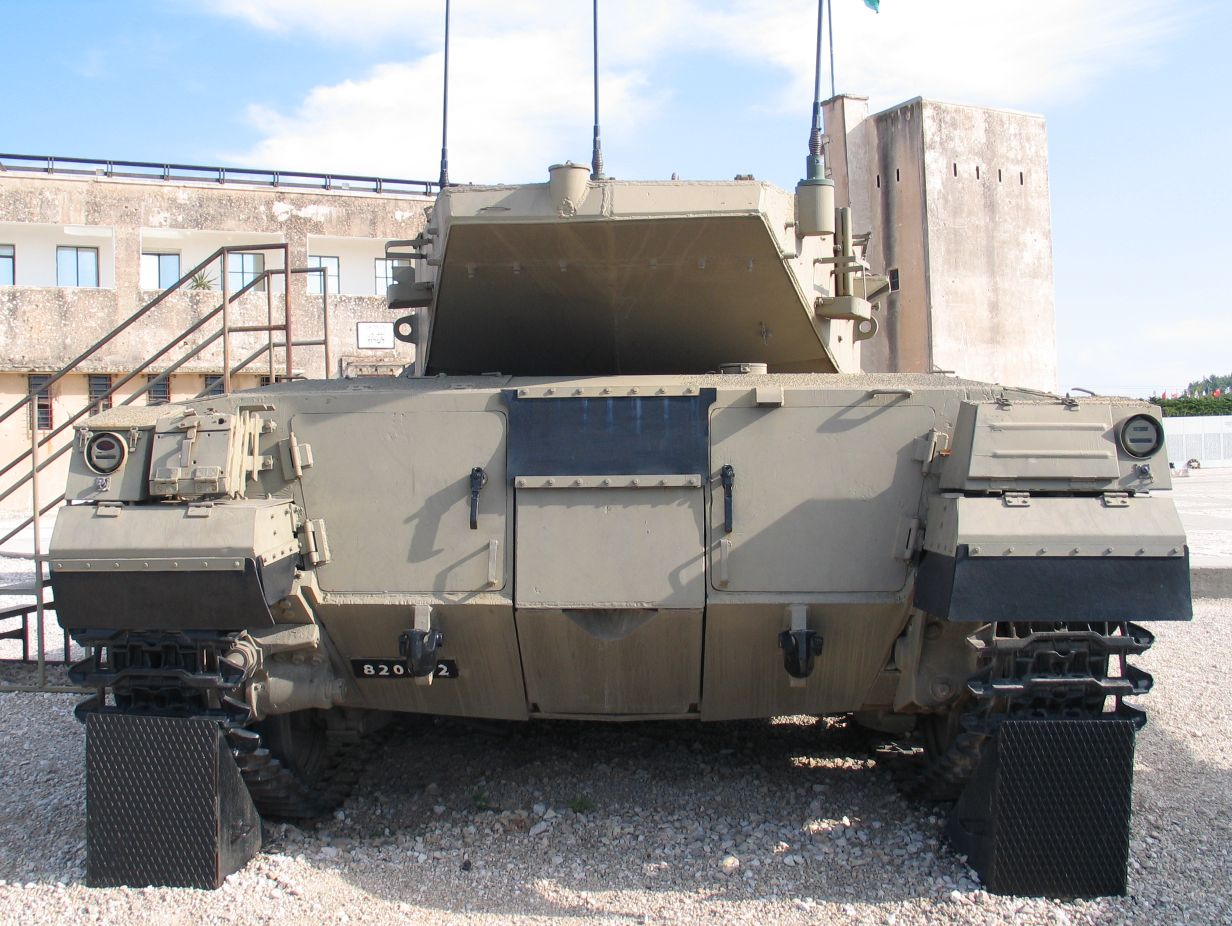
Tylny właz czołgu Merkawa
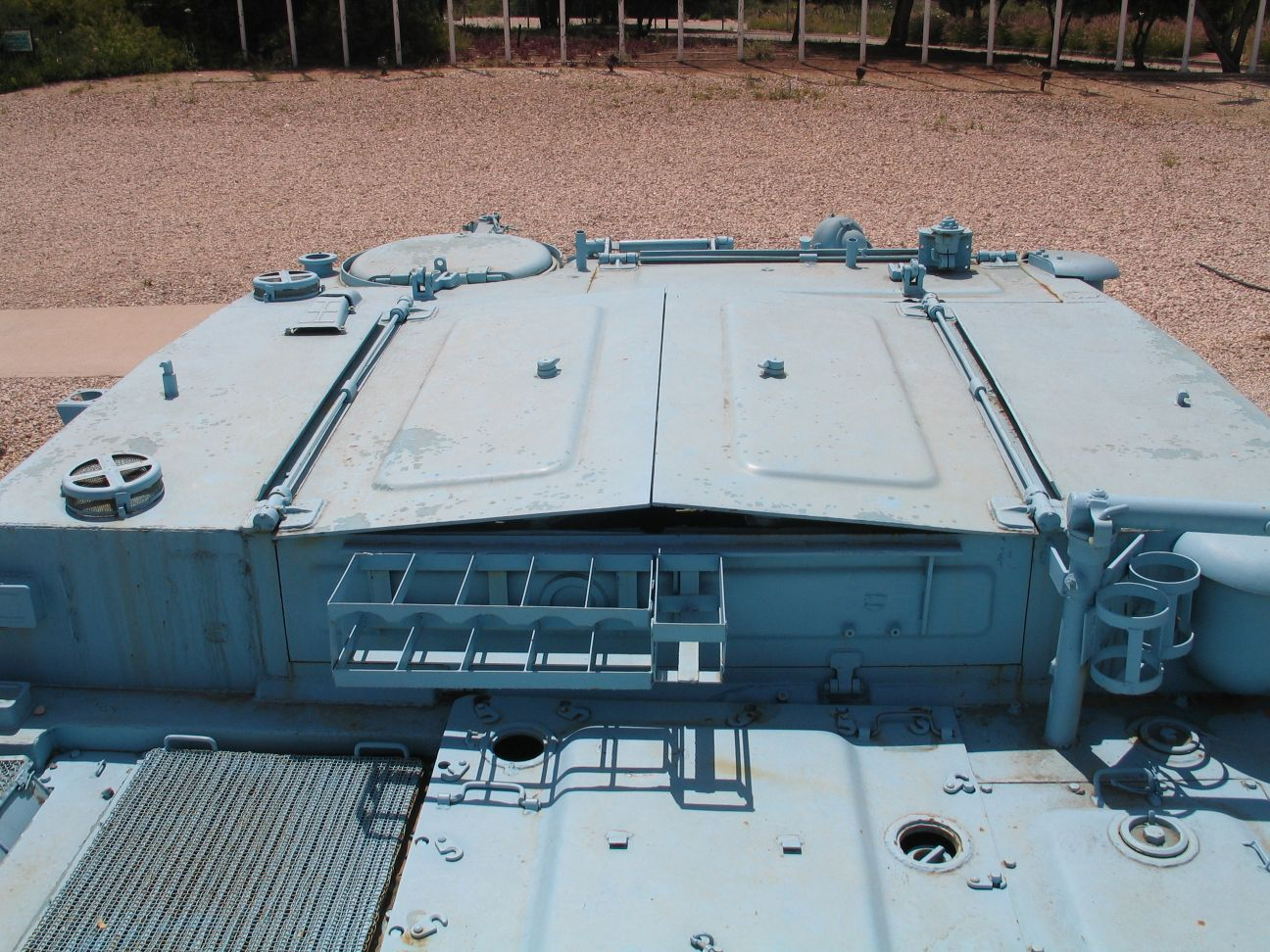
Górne włazy radzieckiego transportera BTR-50